# Pellionia viridis
Pellionia viridis är en nässelväxtart som beskrevs av Charles Henry Wright. Pellionia viridis ingår i släktet Pellionia och familjen nässelväxter. Utöver nominatformen finns också underarten P. v. basiinaequalis.